# Абеба Арегави
Абеба Арегави (швед. Abeba Aregawi, род. 5 июля 1990 года) — шведская легкоатлетка эфиопского происхождения, которая выступала в беге на 1500 метров. Выступала за Швецию с декабря 2012 года. Бронзовый призёр Олимпийских игр (2012), чемпионка мира 2013 года, серебряный призёр чемпионата Европы 2014 года. 
Бронзовый призёр чемпионата Африки 2009 года среди юниоров в беге на 800 метров. Чемпионка Европы в помещении 2013 года с результатом 4.04,47. 
На Олимпийских играх 2012 года, выступая за Эфиопию, изначально заняла 5-е место. Но в 2015 году Аслы Алптекин из Турции, выигравшая золото, была дисквалифицирована и лишена награды. Обладательница серебряной медали Олимпийских игр в беге на 1500 метров турчанка Гамзе Булут дисквалифицирована Международной ассоциацией легкоатлетических федераций (IAAF). Ей назначена дисквалификация на 4 года, также аннулированы все её результаты с 2011 года. Таким образом, Арегави 24 августа 2018 года была признана бронзовым призёром.
Личный рекорд в беге на 1500 метров — 3.56,54 — это рекорд Эфиопии.
Победительница соревнований XL Galan 2013 года в беге на 1500 метров с личным рекордом 3.58,40. 6 февраля 2014 года на XL Galan установила рекорд Европы — 3.57,91.
В 2016 году в допинг-пробе спортсменки был обнаружен запрещённый препарат мельдоний, ей грозит дисквалификация на срок до четырёх лет.
Замужем за гражданином Швеции эфиопского происхождения Хеноком Вельдегебрилем.
В августе 2024 года во время Олимпийских игр в Париже получила бронзу за дистанцию 1500 метров на Играх 2012 года в Лондоне. В сентябре 2024 года стало известно, что Татьяна Томашова, которой формально отошло серебро на той дистанции, дисквалифицирована, и теперь Арегави должна получить серебро.

## Достижения
Бриллиантовая лига

### 800 метров
- 2013:  FBK Games — 1.59,20 NR

### 1500 m
- 2012:  Shanghai Golden Grand Prix — 3.59,23
- 2012:  Golden Gala — 3.56,54 NR
- 2012:  Bislett Games — 4.02,42
- 2012:  Weltklasse Zürich — 4.05,29
- 2012:  Победительница Бриллиантовой лиги 2012 года
- 2013:  Memorial Van Damme  — 4.05,41
- 2013:  Athletissima — 4.02,11
- 2013:  Sainsbury's Grand Prix — 4.03,70
- 2013:  Golden Gala — 4.00,23
- 2013:  Adidas Grand Prix — 4.03,69
- 2013:  Победительница Бриллиантовой лиги 2013 года